# Placosaris arjunoalis
Placosaris arjunoalis là một loài bướm đêm trong họ Crambidae.